# 2019年栃木県議会議員選挙
2019年栃木県議会議員選挙（2019ねんとちぎけんぎかいぎいんせんきょ）は、2019年（平成31年）4月7日に投票が行われた栃木県議会の議員を改選するための一般選挙である。

## 概要
県議会議員の4年の任期満了に伴う選挙である。なお、栃木県議会議員選挙は1947年（昭和22年）4月に実施された第1回の選挙からいずれも統一地方選挙の日程で実施されている。
2019年3月29日に告示され、総定数50に対し64名が立候補した。立候補者64名は2007年の県議選と並び過去最小である。
県選挙管理委員会が発表した2019年3月28日時点の県内選挙人名簿登録者（有権者）数は2015年の県議選から18,199名多い1,641,447名（男性815,674名、女性825,773名）。有権者数の増加は選挙権年齢の引き下げによる。
立候補者数が定数を超えなかったために無投票当選となったのは足利市選挙区（定数4に対し現職4名が立候補）、大田原市選挙区（定数2に対し現職2名が立候補）、那須烏山市・那珂川町選挙区（定数1に対し現職1名が立候補）、下野市選挙区（定数1に対し現職1名が立候補）、芳賀郡選挙区（定数2に対し現職2名が立候補）、壬生町選挙区（定数1に対し現職1名が立候補）の6選挙区。壬生町は2003年の県議選から5回連続で無投票となった。
自由民主党は立候補者36名全員の当選を目標とする。立憲民主党は発足後初の県議選となるが立候補者全員の当選で党勢拡大を目指す。

## 選挙データ
- 告示日:2019年3月29日
- 投開票日:2019年4月7日
- 改選議席数:50議席
- 選挙区:16選挙区（うち6選挙区で無投票）

- 立候補者:64名（うち11名が無投票当選）[1][3]

自由民主党:36名
立憲民主党:6名
公明党:3名
日本共産党:3名
国民民主党:1名
無所属:15名

## 投票結果
投票者総数は510,779名（男性255,198名、女性255,581名）、投票率は40.44%（男性40.65%、女性40.23%）。今回は立候補者数が2007年の県議選と並んで過去最小であったのに加えて目立った争点もなかったことから、投票率は前回2015年の県議選の44.14%を下回り、過去最低を更新した。期日前投票者数は132,394名で、前回比で30.23％増。
| 政党       | 得票率 | 当選者   | 現職     | 元職   | 新人     |
| ---------- | ------ | -------- | -------- | ------ | -------- |
| 自由民主党 | 55.92% | 31（36） | 24（29） | 1（1） | 6（6）   |
| 立憲民主党 | 10.88% | 3（6）   | 2（4）   | -（-） | 1（2）   |
| 公明党     | 5.99%  | 3（3）   | 3（3）   | -（-） | -（-）   |
| 日本共産党 | 3.74%  | 1（3）   | 1（1）   | -（-） | 0（2）   |
| 国民民主党 | 1.70%  | 1（1）   | 1（1）   | -（-） | -（-）   |
| 無所属     | 21.78% | 11（15） | 7（7）   | 1（2） | 3（6）   |
| 計         | -      | 50（64） | 38（45） | 2（3） | 10（16） |

注:得票率の合計は四捨五入のため100％にはならない。括弧内は立候補者数。
自由民主党は改選前の31議席を維持し過半数を確保した。立憲民主党は改選前の5議席から2議席減らし3議席に後退した。公明党は改選前の3議席を維持した。日本共産党は改選前の1議席を維持し20年ぶりに2期連続で議席を確保した。国民民主党は改選前の1議席を維持した。
自民党は日光市選挙区（定数2）とさくら市・塩谷郡選挙区（定数2）でいずれも立憲民主党から議席を奪い2議席を独占したが、鹿沼市選挙区（定数3）で県議会自民党会派の「とちぎ自民党議員会」の会長の神谷幸伸が6選を逃し議席を失った。また、矢板市選挙区（定数1）では再選を目指した現職の守田浩樹が自民党を離党して無所属で立候補した元職の青木克明に敗れた。
立憲民主党は全国的な党勢拡大の波に乗れず、宇都宮市・上三川町選挙区（定数13）で新人の小池篤史が1位で当選したものの、日光市選挙区とさくら市・塩谷郡選挙区で現職が落選し議席を後退させた。

## 当選者
自民党   立憲民主党   公明党   国民民主党   共産党   無所属 
| 宇都宮市・上三川町   | 小池篤史   | 中島宏       | 螺良昭人   |
| 宇都宮市・上三川町   | 野村節子   | 五月女裕久彦 | 横松盛人   |
| 宇都宮市・上三川町   | 野沢和一   | 山口恒夫     | 山田美也子 |
| 宇都宮市・上三川町   | 渡辺幸子   | 斉藤孝明     | 金子武蔵   |
| 宇都宮市・上三川町   | 吉羽茂     |              |            |
| 足利市               | 木村好文   | 塩田等       | 早川尚秀   |
| 足利市               | 加藤正一   |              |            |
| 栃木市               | 保母欽一郎 | 琴寄昌男     | 日向野義幸 |
| 栃木市               | 平池紘士   |              |            |
| 佐野市               | 金子裕     | 早川桂子     | 岡部光子   |
| 鹿沼市               | 松井正一   | 湯沢英之     | 小林幹夫   |
| 日光市               | 加藤雄次   | 阿部博美     |            |
| 小山市・野木町       | 白石資隆   | 五十嵐清     | 中屋大     |
| 小山市・野木町       | 板橋一好   | 西村真治     |            |
| 真岡市               | 石坂太     | 一木弘司     |            |
| 大田原市             | 相馬憲一   | 池田忠       |            |
| 矢板市               | 青木克明   |              |            |
| 那須塩原市・那須町   | 関谷暢之   | 阿部寿一     | 小林達也   |
| 那須塩原市・那須町   | 相馬政二   |              |            |
| さくら市・塩谷郡     | 西川鎭央   | 小菅哲男     |            |
| 那須烏山市・那珂川町 | 三森文徳   |              |            |
| 下野市               | 高山和典   |              |            |
| 芳賀郡               | 山形修治   | 岩崎信       |            |
| 壬生町               | 佐藤良     |              |            |

注:得票順、無投票当選の6選挙区は届け出順。